# Danza del vientre

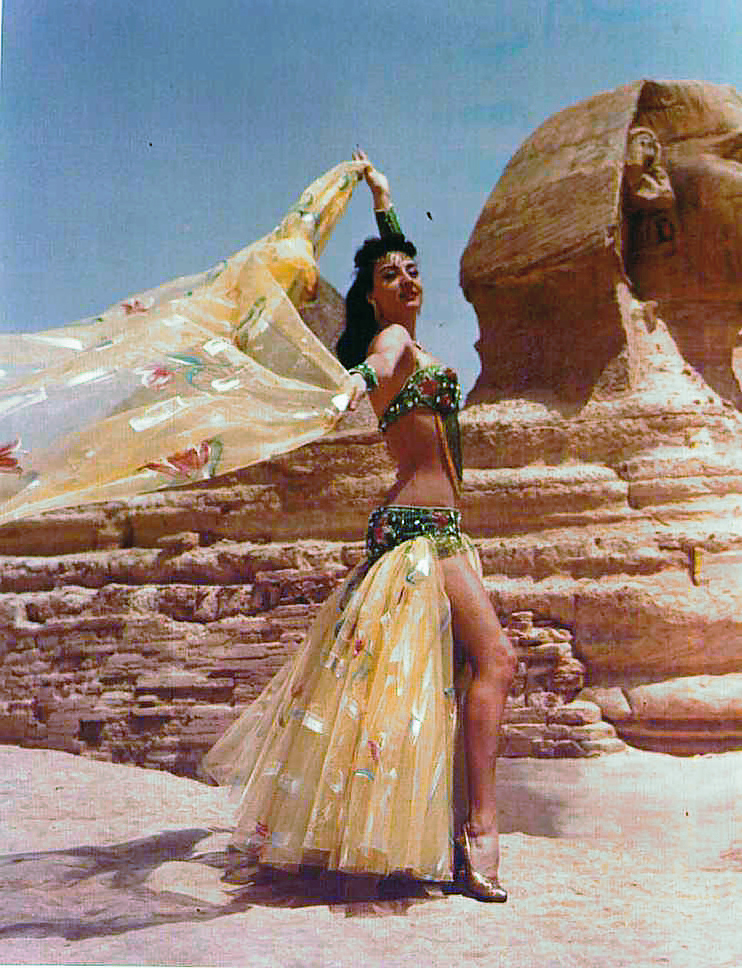
La española Dalilah durante el rodaje de una película en abril de 1959, danzando ante las pirámides en El Cairo, Egipto.

La danza del vientre, danza egipcia  o correctamente llamada danza oriental (en árabe: رقص شرقي‎, Raqs sharqi), es la evolución escénica de diversas danzas antiguas tradicionales de Oriente Próximo, junto con otras del Norte de África y Grecia.
El raqs baladi رقص بلدي (danza del pueblo[cita requerida]) es una danza muy elemental, prácticamente sin desplazamientos y con movimientos principalmente de pelvis. La evolución de esta danza es la moderna Danza oriental o raqs sharqi. El raqs sharqi incluye movimientos del folclore egipcio, danza occidental clásica y contemporánea, con grandes desplazamientos, vueltas y movimientos de todas las partes del cuerpo, pero sobre todo de la pelvis. En Turquía, a la danza del vientre se la conoce como gobek dans o rakasse (ritmo turco).
Antes de llegar a la evolución de la danza como espectáculo artístico, no se puede soslayar el significado puramente de estímulo sexual destinado al hombre en las sociedades de esos países y regiones, tanto como al agasajar invitados, como en la intimidad del harén.[cita requerida]
En países de habla inglesa se ha traducido como belly dance (en español 'danza del vientre'). Es una mala transcripción o trasliteración del vocablo que designa el estilo de danza beledi o baladi y suele atribuirse a Sol Bloom, director de espectáculos en la Exposición Universal de Chicago de 1893, aunque también pudo traducir literalmente el término francés danse du ventre como se llamaba en Francia desde 1860 después de haberlas visto en Argelia

## Orígenes
La evidencia de sus orígenes es escasa y altamente especulativa, aunque sin duda tiene una larga historia en Oriente Próximo. Los antecedentes más remotos de la danza podrían datarse en el Antiguo Egipto, en el año 1300/1200 a. C., donde se ven en algunos frescos mujeres danzando en posturas parecidas, tan solo vestidas con un faldellín arrollado a las caderas. Varias fuentes griegas y romanas, como Juvenal y Marcial, describen grupos de bailarines de Asia Menor e Hispania usando movimientos ondulados, castañuelas y remates postrándose en el suelo que recuerdan mucho a los movimientos asociados con la posterior danza del vientre.
Estas danzas solían ser ejercidas por mujeres esclavas quienes fueron las encargadas de popularizarlas, hasta que acabó formando parte de los entretenimientos sociales de las sociedades islamizadas medievales. Las esclavas eran el reflejo del poderío del señor feudal, se cotizaban la belleza y las habilidades de las bailarinas (canto/poesía/recitación). Cabe destacar la astucia e inteligencia de estas mujeres quienes podían llegar a ejercer mucha influencia en los califas, emires y sultanes si conseguían alcanzar el estatus de concubina.
La costumbre de entregarle dinero a las danzarinas también surge en esta época, se acostumbraba a premiar el talento de la artista más celebrada por medio de joyas o monedas, actividad que en la actualidad se sigue realizando.
Las mismas solían compartían las celebraciones con recitadores de cuentos, magos y encantadores de serpientes, los bailes de ellas eran acompañados por unos instrumentos llamados chinchines o zaggats que son castañuelas de bronce, también solían bailar con la espada de algún invitado.
Existían desde el siglo XVII otro tipo de bailarinas llamadas "Gawazis o gitanas egipcias", bailarinas ambulantes de la etnia dom (gitanos egipcios) que también adivinaban el porvenir leyendo la borra del café y las líneas de nácar en las ostras, esta danza tenía un alcance más popular y compartían la escena en las plazas y zocos con juglares, recitadores, adivinadores y acróbatas. 
La vestimenta de estas bailarinas llevaba muchos adornos, brazaletes, colgantes, monedas, con colores vivos muy alegres, luciendo ceñidas camisolas largas sobre faldas y pantalones bombachos, ceñidas las caderas con fajas anudadas. Sus movimientos sensuales y "escaseza" de vestuario provocaban periódicamente la ira de los ulemas (clérigos musulmanes). A partir de los años 1940 ya se tratará de profesionalizar la danza, se incorpora al ballet y en esta época se crearon grandes piezas musicales. Hoy en día la danza ya forma parte de grandes teatros y clubs nocturnos, pero antaño solo actuaban privadamente, en eventos y celebraciones regidas por la segregación sexual, con los hombres en una habitación y las mujeres en otra, actuando para ellas solo mujeres y ante los varones artistas tanto femeninos como masculinos. Los artistas profesionales para animar festejos eran ghawazi, su contraparte masculina köçek así como las awalim.
De todas las hipótesis sobre sus orígenes, rara vez se hace alusión a la primera, la de un origen en el Antiguo Egipto, a pesar de que cuenta con el apoyo de personalidades como el bailarín egipcio Doctor Mo Geddawi. El principal apoyo de esta teoría tiene su explicación en las semejanzas entre las poses del arte egipcio y los movimientos del baile en su vertiente moderna. La teoría más conocida es la que la asocia con un baile religioso, a la que se suele hacer referencia en los principales artículos sobre el tema y que goza de mayor publicidad.

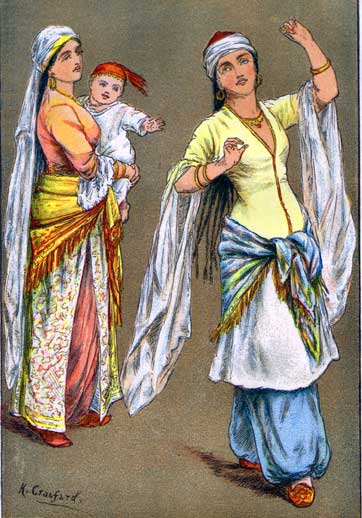
Litografía del con una bailarina egipcia

La teoría que la asocia a "prácticas de alumbramiento" en virtud de una serie de movimientos del Raqs Sharqi moderno fue refrendada y extendida por la bailarina marroquí y aficionada a la antropología, conocida también como Carolina Varga Dinicu, y tiene que ver con la revisión de los movimientos que se han venido utilizando para ilustrar o facilitar el alumbramiento. A pesar de que dicha teoría carece de un "punto de origen", sí que cuenta con numerosas referencias históricas de tipo oral.
Dos puntos de vista sugieren la danza gitana como su origen. Se cree que los pueblos gitanos y otros grupos humanos similares pudieron importar esta forma de baile en sus desplazamientos o adoptarlo sobre la marcha y difundirlo. Gracias a la fusión de las formas gitanas de baile en el Raqs Sharqi, estas teorías disfrutan de mayor popularidad en Occidente de la que tendrían necesariamente en sus países de origen- si bien esto puede deberse en parte a los prejuicios existentes sobre estos pueblos.
Sea cual sea el origen, la danza posee una larga tradición en Oriente Próximo y África del Norte. A pesar de las restricciones que impone el Islam en cuanto a la representación pictórica de seres humanos, existen algunas muestras de ello en todo el mundo islámico. Libros como The Art and Architecture of Islam 650-1250 muestran imágenes de las bailarinas en muros palaciegos omeyas, al igual que sucede con las pinturas en miniatura persas de los siglos XII y XIII.

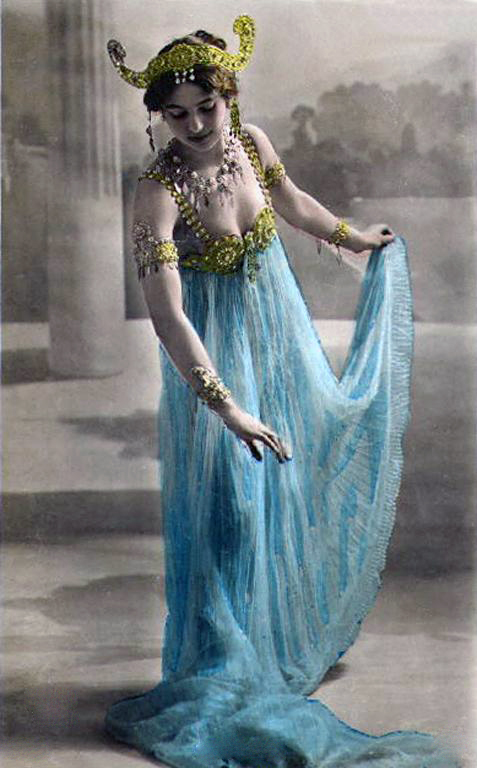
Mata Hari.

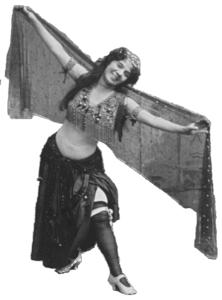
La bailarina de la danza del vientre Little Egypt a finales del

Fuera de Oriente Próximo y de África del Norte, el baile del raqs sharqi se hizo popular durante el movimiento romántico en el siglo XIX, con la representación que los artistas orientalistas hacían de la vida de harén del Imperio otomano. Poco después, bailarinas de distintos países de Oriente Próximo comenzaron a mostrar estas danzas en distintas Ferias Universales europeas y estadounidenses, a menudo atrayendo casi más público que la propia exhibición tecnológica, y provocando conmoción en la sociedad victoriana. Los comienzos del cine recogen la actuación de algunas de estas bailarinas, como es el caso del cortometraje "Fatima's Dance" (1902), de amplia distribución en las salas de la época. Sin embargo, se ganó fuertes críticas por su indecencia, llegando finalmente incluso a censurarse por presión popular.
Algunas mujeres occidentales empezaron a aprender e imitar la danza de Oriente Próximo, que en aquel momento era objeto de colonización por parte de naciones europeas. Los ejemplos más conocidos son el de Carmen Tórtola Valencia y el de Mata Hari, que a pesar de fingir ser una bailarina de la Isla de Java, se acercaba más a las formas de danza del Oriente Próximo que a las de Indonesia. Por este y otros motivos, a principios del siglo XX, en América y Europa la idea popular llevaba a dar por supuesto que estas bailarinas eran mujeres de moral dudosa.
Fue a mediados del siglo XX cuando la danza empieza a popularizarse a nivel internacional, sobre todo en Estados Unidos, gracias a la labor de divulgación que hicieron artistas como la española Dalilah, que organizó por primera vez viajes para que las estudiantes pudieran conocer a las bailarinas míticas de Egipto y preparó los primeros seminarios junto al coreógrafo Mahmoud Reda fuera del país de las pirámides.
Hoy en día, la separación de sexos no se practica de forma tan estricta en las zonas urbanas, y en ocasiones tanto hombres como mujeres salen y bailan en reuniones sociales de tipo mixto con amigos íntimos. No obstante, a pesar de que este baile social en circunstancias aceptables se considera correcto e incluso se fomenta, desde la oleada de conservadurismo radical iniciada en los años 1980 muchas personas en Oriente Próximo y en el Norte de África consideran que las actuaciones de bailarines profesionales con trajes provocativos y para un público mixto son algo moralmente cuestionable. Algunas llegan hasta el punto de sugerir que se prohíban esta clase de representaciones.
Puesto que el lugar en el que suele desarrollarse este baile suelen ser establecimientos nocturnos, unido a la proliferación de grabaciones en vídeo y DVD de famosas bailarinas, es esta versión mundana de la danza en lugar de la social o folclórica la que goza de mayor popularidad.

## Descripción de la danza
La danza oriental ha sido tradicionalmente folclórica, improvisada por una sola bailarina, aunque ahora pueden verse espectáculos con coreografía y varias bailarinas. Se caracteriza por sus movimientos suaves y fluidos, disociando y coordinando a la vez las diferentes partes del cuerpo. Por ejemplo, los brazos pueden ir a un ritmo diferente del que va marcando la cadera. La atención se centra principalmente en la cadera y el vientre, alternando movimientos rápidos y lentos y se enfatiza en los músculos abdominales, con movimientos de pecho y hombros, así como con brazos serpenteantes. Los movimientos ondulatorios, rotativos, que por lo general son lentos simbolizan la tristeza; en cambio con los movimientos rápidos, golpes y vibraciones la bailarina expresa alegría. Todos los movimientos de esta danza se relacionan con la naturaleza, por ejemplo, las plantas de los pies se apoyan bien sobre el suelo, lo cual simboliza la tierra, o también cuando la bailarina extiende sus brazos siempre forman una semi U y nunca están caídos, esto simboliza a las aves.
En un comienzo las bailarinas árabes se perfumaban las muñecas para que al bailar y al mover sus manos se perfumaran ellas mismas y a su público. En esa época no existían perfumes líquidos, por lo que utilizaban aceites.
Esta danza se ha clasificado en danza tradicional y danza de fantasía. Las danzas tradicionales o folclóricas tienen características singulares, sus vestuarios son diferentes dependiendo de la región de origen, y la ejecución de movimientos también lo es. El estilo de fantasía, al paso del tiempo se ha visto enriquecido con algunos elementos cuyo objetivo es demostrar la destreza de la bailarina al ejecutarlos: los velos, sables, velas, crótalos, alas de isis, abanicos de seda, cuerdas o serpientes solo son algunos elementos que ayudan a hacer más vistosa y atractiva la ejecución de esta danza enigmática y sinuosa.
Esta danza es característica de las mujeres. A través del tiempo, algunos caballeros se han hecho partícipes en los estilos de fantasía, recordemos que en la danza oriental folclórica también existen danzas que sólo pueden realizar los hombres.
Para cada elemento hay un ritmo, y para cada canción una técnica, aunque muchos artistas modernos, como Hakim o Shakira, hayan popularizado esta danza con todo tipo de modificaciones en su música, desde el pop hasta la electrónica.
Los grandes bailarines se decantan más por la técnica clásica usada en los países del Oriente Próximo, tanto es así que la innovación en la ejecución de esta es lo que prima en los festivales de Danza Oriental realizados en El Cairo, uno de los más populares es el organizado por la bailarina Raquia Hassam, el Festival Ahlan Wa Sahlan. Sin embargo, artistas míticas como Sohair Zaki se posicionan en contra de lo que se vende en estos festivales, afirmando que convierten la danza en gimnasia y que no hay oído musical ni sentimiento, que debería ser lo más importante en el arte de la danza oriental.
Bellydance, danza oriental o Raks Sharki, es una disciplina que a inicios del siglo XXI ganó mucha popularidad en Occidente pero que viene de una milenaria tradición oriental. La gran sensualidad de la danza y sus efectos beneficiosos sobre el cuerpo femenino producen una suerte de liberación física y espiritual que provocaron un boom de academias, profesoras y practicantes de la danza oriental. Una variante de la danza oriental o modalidad de la misma sería la Danza del Vientre Tribal. Surge en Estados Unidos y es producto de la fusión de los ritmos propios de la danza oriental de varios países del norte de África, Oriente Medio y Sur de África, con elementos de flamenco y danza hindú.
Se puede bailar en solitario, o en grupos más o menos reducidos. En su versión de baile grupal, una de las bailarinas actúa como líder del grupo y con movimientos de las manos, brazos o pies, cambia el ritmo de todo el grupo que la sigue hasta que mediante un nuevo movimiento vuelve a cambiar la orientación del grupo, la dirección o el sentido de los pasos de baile.
Los trajes, son muy vistosos y de inspiración gitana; faldas amplias con varias capas, tops o choris y adornos de gran tamaño. Son muy característicos los gorros o tocados que recogen el pelo y lo adornan cubriendo parte o la totalidad del mismo. Al igual que en la danza oriental clásica, también pueden utilizarse elementos como el velo, sable o crótalos que lo hacen más vistoso.

## Ritmos y estilos folclóricos o representativos

### Egipto
Durante el siglo XX, muchas bailarinas egipcias ganaron popularidad por su aparición en películas de Hollywood.
- Falahi: propio de muchas zonas rurales de Egipto. De cadencia suave y oscilante.
- Baladi: se baila especialmente en El Cairo. Algo más sofisticado y sensual que las danzas populares. Es la danza más clásica y típica, con movimientos sencillos. El báladi es la denominación de una pieza musical que tiene como ritmo base un maqsum o un masmoudi. Veamos su descomposición: dum dum/ tac / dum / tac.
- Saïdi: típico del sur de Egipto. Es un estilo alegre, con melodías pegadizas ritmo dum tac -dum dum - tac. Es bailado tanto por hombres como por mujeres, generalmente con un bastón.
- Ghawazee: de la zona del Alto Nilo, con estilo e influencia de las tribus gitanas. Originalmente se bailaba en las calles y expresaba la vitalidad de los gitanos, aunque a veces las mujeres fueron mal vistas por las autoridades musulmanas.
- Hagallah: en Egipto occidental y este de Libia. En parejas las mujeres bailan delante de grupos de chicos que baten palmas. Es típico de las bodas.
- Melaya Laff: propio de El Cairo y Alejandría. No tiene ninguna base tradicional. Utiliza una melaya o manto negro que se va desenrollando mostrando el cuerpo.
- Nubio: sur de Egipto y Sudán. Cantos colectivos acompañan a bailarines distribuidos según su estado civil.
- Shaabi: en todo Egipto. Estilo actual de la música popular egipcia. Mezcla lo pop y danza oriental.
- Estilo egipcio (Sharqi clásico o Cabaret moderno): en los países del mundo árabe y Occidente. Representa el estereotipo de la danza oriental.

### Turquía
La danza árabe turca es caracterizada por su alegría, energía, sensualidad y estilo atlético. 

### Líbano
El estilo libanés es complejo y con más influencia occidental. Es resultado de una mezcla entre el estilo turco con el egipcio.
- Dabke: Líbano, Siria, Jordania y Palestina. Es un baile grupal tradicional, caracterizado por los pisotones que dan los bailarines para avanzar. Se realiza para celebrar y es considerada como patrimonio nacional. Usualmente hay un líder que guía al grupo con pasos improvisados.
- Tunecino: grandes twists de cadera.

### Golfo Pérsico
- Khaleegy o Raks al Nasha´ar: Khalegi significa “del golfo” en árabe y se refiere a la cultura, o más bien a la danza, de los estados del golfo: Kuwait, Arabia Saudita, los Emiratos Árabes, etc. En esos riquísimos países del petróleo, las mujeres danzan con hermosas túnicas de seda bordadas con oro y con anchas mangas. El nombre de esta túnica es “Taub Al Nasha’ar”. Estos vestidos y mangas se mueven al ritmo de la música de diferentes y graciosas maneras. El ritmo utilizado en esta danza se llama Saudí. Tradicionalmente, esta es una danza social, bailada por mujeres y para mujeres en los cuatro segregados femeninos de los estados del golfo, especialmente en celebraciones de días nacionales, matrimonios, fiestas. Esta danza también tiene un rítmico balanceo del cabello, lo que la hace más femenina y delicada..
- Jaliye: Significa "del golfo". Es el Saudi, pero en la forma moderna que se utiliza en la actualidad. Es un ritmo muy entusiasta. Esta danza es propia del Golfo Pérsico (Arabia Saudita, Kuwait, Emiratos Árabes). Ha nacido en esta zona, donde se encuentra la Meca, cede mundial del Islamismo, donde la mujer no pude exponerse y mostrarse. Es una expresión donde se conjugan los movimientos de las túnicas muy amplias, los pendientes o aros y las largas cabelleras en una graciosa y alegre danza.  Consiste en mover los largos cabellos al ritmo de la música, transportándolo de un hombro hacia el otro, con gran destreza y pasos geométricos. Las danzarinas usan largos pendientes que suelen medir hasta treinta centímetros de largo y una amplia túnica bordada en hilos de oro.
- Estilo persa: en Irán. Nos recuerda al ballet, con las extensiones de brazos y delicados movimientos de las manos. La cara debe transmitir muchas emociones.

### Norte de África
- Chaábi: en Marruecos. Movimientos muy exagerados del pecho, centro de la pelvis y estómago. Como las chikhat que son los acompañantes de los cantantes y músicos.
- Ouled Naïl: sur de Argelia. Manos muy agitadas, andando de lado a lado.

### Danzas de la ruta de la seda: delicadeza de gestos y pasos
- Estilo romaní: Balcanes, Rumanía, Turquía y norte de la India. Se caracteriza sobre todo por los saltos.
- Malfuf: El ritmo Malfuf se utiliza mucho como principio o final de las piezas musicales. Su nombre significa envuelto. Es un ritmo tribal 2/4, rápido y energético y está presente en las danzas y el folklore de los beduinos. Lo escribimos así: DUM/ TAK-TAK
- Maksum: Ritmo de 4/4 cuya lectura es DUM TAC- TAC DUM- TAC. Por tener numerosas variaciones se le considera el padre de los ritmos. Está muy difundido por todo el mundo árabe por lo que es muy habitual encontrarlo en las piezas musicales de danza oriental. También se le llama masmudi pequeño o simple y al bailarlo generalmente, se marcan los dos DUM del principio.
- Drum solo: Las bailarinas tratan de mostrar una interacción física y emocional con la percusión y con el percusionista en el caso en el que lo haya. Bailar con música en directo es más complejo que cuando bailas con música ya grabada en un disco puesto que no estas segura de los cambios que puedan hacer los músicos ya que estos pueden seguir un patrón o no, e improvisar.La bailarina tiene que estar muy atenta a los cambios que pueda hacer el músico.
- Dabke: El dabke se diferencia según su región como yabalie (de las montañas), karradie o watani (tradicional). El dabke es una danza joven que requiere de energía y fuerza, la cual se realiza en forma de semicírculo, usualmente entre 6 y 15 bailarines.
- Danza del candelabro: consiste en bailar con un candelabro encendido en equilibrio sobre la cabeza

## Movimientos y pasos fundamentales de la danza oriental
Los movimientos de la danza oriental son muy sensuales, personales y son diferentes dependiendo de varios factores. El primero depende de la música. En el caso del pop, se utilizan movimientos de caderas y vientre, con golpes secos y cortos así como también la utilización de velo; en el flamenco árabe destacan los movimientos de piernas y brazos; en la danza fusión destacan movimientos fluidos de vientre y caderas; y en la percusión se mueve todo el cuerpo con golpes secos y fuertes, sobre todo pecho, caderas y vientre.
Otro factor que influye son los objetos con los que se baila, es decir, no se baila igual con una espada o un  bastón que con velo , alas de Isis o abanicos .
También es influyente la vestimenta. Con las faldas de sirena, los movimientos son sobre todo de caderas. Debido a la forma no se utilizan los movimientos de piernas. Con las faldas anchas o de folclore árabe se mueven piernas, caderas y vientre. Las bailarinas crean ondas que simulan las dunas del desierto con estas faldas. Por último los pantalones bombachos permiten todo tipo de movimientos gracias a su comodidad. Además dependiendo de la zona se baila de manera distinta. No se baila igual en Egipto que en Marruecos. Por otro lado, cada bailarina acaba teniendo su propio estilo, su propia técnica y sus propios movimientos, ya que esta danza es muy personal.
Los pasos fundamentales de la danza oriental, y a partir de los cuales podemos enfrentarnos a cualquier coreografía son los siguientes:
- Maya o: que es un balanceo suave de caderas de lado a lado, al que se le puede añadir una caminata.
- Shimmy: es el paso básico por excelencia, y consiste en mover la cadera de arriba abajo de un lado a otro, con movimientos muy rápidos y constantes que siguen el ritmo de la música, que cuando es extremadamente veloz se puede convertir en una vibración.
- Subo, Bajo, Saco o Shimmy número 3: consiste en mover la cadera de arriba abajo y en varios casos sacar la pierna, que alterna subidas y patadas. Si lo haces caminando se convierte en paso-punta.
- Paso de Marfu: consiste en girar rápida y alternativamente los lados de las caderas hacia los lados .
- Paso griego: Combina el péndulo con caminata y el twist.
- Paso a tres o “chassée”: deslizar el pie derecho arrastrando el izquierdo que está en punta, hasta el talón del pie derecho, que inmediatamente se adelantará. Luego se repite con la parte contraria.
- Desplazamientos laterales de cadera: utilizando los músculos de la cintura, la pelvis y las rodillas.
- Círculo de cadera: con la cadera, torso y piernas.
- Círculo africano: contrayendo los músculos del vientre y el glúteo trazamos un círculo.
- Maya: horizontales y verticales, dibujados con las caderas.
- Otros infinitos: con los hombros, la cabeza.
- Desplazamientos laterales de pecho: moviéndolo de lado a lado dibujando una línea horizontal.
- Diamante
- Círculo de pecho: movimiento del pecho hacia el lado, enfrente, al lado y atrás de forma fluida.
- Camello con el pecho: desplazándolo hacia delante y hacia atrás hasta trazar un círculo vertical. También lo podemos hacer con las caderas mientras mantenemos fijo el pecho.
- Twist de hombros
- Círculos horizontales con los hombros
- Desplazamientos laterales de cabeza
- Movimientos con los brazos: variaciones en las poses, círculos con las muñecas, manos y brazos de serpiente trabajando hombros, codo, antebrazos y mano.
- Contracamello: ondulación del cuerpo de la parte de debajo de las costillas.
- Onda del ombligo con los músculos del diafragma y del bajo vientre.
- Giros: vistosos y combinables con todos los pasos anteriores.

## Atuendo

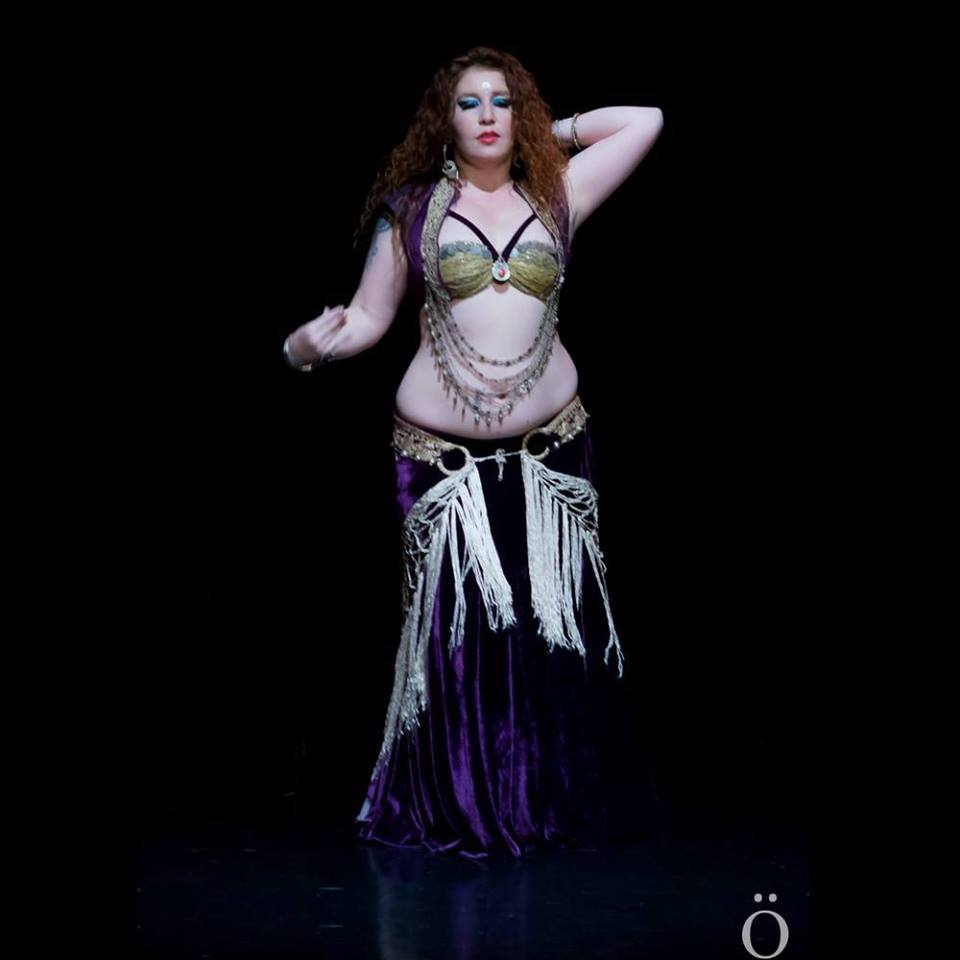
Varios modelos de vestido para la danza del vientre.

El atuendo con el que se suele asociar este baile se llama bedlah en árabe, que significa uniforme, y lo adoptaron los bailarines de Egipto en la década de 1930, desde donde se extendió a otros países de la zona. Su creación se debe al Vodevil con sus representaciones fantasiosas del harén, al género burlesco y a Hollywood, más que al verdadero atuendo tradicional del Oriente Próximo. Consiste principalmente en un top o sujetador ajustado (normalmente adornado con cuentas o monedas), un cinturón ajustado a la cadera (también con monedas o cuentas) y pantalones y/o faldas tipo harén, que pueden ser lisas, a capas, etc.
Asimismo se ha extendido el uso de otros elementos, como el velo, para enmarcar los movimientos. Las bailarinas egipcias normalmente lo utilizan únicamente al comienzo del baile, mientras que en Occidente puede usarse durante toda la representación. Al cinturón que utilizan las bailarinas se le conoce como caderín, su nombre se debe a que se utiliza en la cadera y se distingue en que está lleno de monedas y cuando se baila con ese cinturón hace un sonido muy peculiar para llevar el compás de la música

## La salud y la danza oriental
Los beneficios de la danza oriental son tanto físicos como mentales. El baile es un buen ejercicio cardiovascular, ayuda a mejorar tanto la flexibilidad como la fuerza. A su vez trabaja directamente sobre los centros de energía corporales, eliminando tensiones y armonizando la energía [cita requerida]; para las mujeres embarazadas, es un excelente ejercicio para preparar el vientre antes del parto y luego de este, ayuda a recuperar el área del abdomen; estimula la femineidad. Se centra principalmente en los músculos del torso, si bien también mejora la fuerza en las piernas. Muchos estilos de baile hacen hincapié en trabajar de forma aislada los músculos, enseñando a mover varios músculos o grupos musculares de forma independiente. Los movimientos que incorporan el velo fortalecen igualmente los brazos, los hombros y el tronco superior en general, mientras que los crótalos aumentan la fuerza de los dedos, trabajándolos uno a uno. La danza oriental es apropiada para todas las edades y para personas de cualquier constitución, siendo el bailarín quien controla el nivel de exigencia física. Para muchos de sus defensores es beneficiosa para la mente, ya que fomenta la autoestima, mejora el grado de bienestar de quienes disfrutan practicándola regularmente.
Algunos médicos la recomiendan a sus pacientes para recuperarse del parto, así como preparación para el mismo, ya que los movimientos fortalecen y aportan tono muscular a la zona pélvica.
La danza del vientre es una de las formas de danza más antigua. Además de su realización en las ceremonias religiosas, también formaba parte de los ejercicios de preparación al parto, por lo que la convierte en una de las formas más antiguas de instrucción para que dar a luz fuera menos doloroso y más satisfactorio. Incluso se dice que en el momento del parto, algunas mujeres de la tribu rodeaban a la parturienta mientras realizaban la danza del vientre, para que ésta hiciera los mismos movimientos como acto reflejo, reduciendo así el dolor de las contracciones.
Hay vídeos sobre el parto natural donde se puede presenciar la mujer dando a luz de pie, bailando y dejándose llevar por la música y el ritmo natural de sus contracciones, moviendo suavemente la cadera mientras su bebé se abre camino por el canal del parto.

### Algunos beneficios adicionales
Psíquicos y emocionales
Si nos abocamos específicamente a la finalidad de la danza oriental, debemos retrotraernos a la prehistoria y señalar que el objetivo de este baile es hallar la armonía entre el cuerpo y el espíritu, y el medio es la contracción y relajación muscular en la parte inferior del tronco mediante movimientos circulares, a diferencia de otros que suelen centrarse en los músculos de las extremidades. El entrenamiento de la danza del vientre repercute en otras partes del cuerpo, fortaleciendo los músculos del abdomen, la parte inferior de la espalda y en particular la pelvis. Este último punto deja entrever la sabiduría de nuestros antepasados, dado que el movimiento circular de los músculos del abdomen implica una presión interior sumamente útil para el procesado de desechos en el cuerpo humano. Además, la danza tiene una doble función, por una parte nos invade de endorfinas el cerebro y aumenta la dopamina, por lo que obtenemos más relajación natural, y por otra nos hace vencer la inercia de permanecer sin hacer nada.
Por otro lado, la danza coordina los músculos y los nervios con la mente. Cuando el oído capta la música, tranquiliza, el cuerpo se manifiesta y se fusiona con la melodía o el ritmo desencadena en una sensación sumamente placentera que podríamos llamar felicidad. De hecho, la medicina utiliza actualmente la danza y la música como terapia; y a pesar de que la danza no es capaz de curar muchas enfermedades psicológicas o psiquiátricas, contribuye a curar la depresión, el nerviosismo y la neurosis, patologías corrientes en nuestros tiempos. Ahora bien, volviendo específicamente a la danza oriental, debemos decir si vemos a una bailarina talentosa, notaremos que en esta danza el sonido parece brotar del propio cuerpo, sea una música melodiosa o un ritmo rápido a base de tambores, así, podemos enumerar algunos de los beneficios emocionales de practicar la danza del vientre:
- Desbloqueos. Provoca el desbloqueo físico, psíquico y mental que induce a generar cambios de actitudes y a sentir más seguridad ante la vida.
- Expresión de emociones. Se trabaja con estados anímicos tales como la tristeza, la alegría, la picardía, la dulzura, que se reflejan en el cuerpo, es una danza que es capaz de traducir lo que sucede en el interior de la bailarina, encontrando en esta forma de manifestación un gran alivio, tranquilidad y armonía.
- Fomenta la creatividad. Es una danza que valora la capacidad de improvisación, de creación de la intérprete, de la expresión de sentimientos, es un medio para contar una historia, valora la espontaneidad, cosa que no sucede en todas las danzas, y mucho menos en la vida social.
- Ayuda a recuperar la confianza en uno y a vencer viejos miedos. A lo largo de la vida, podemos construir ideas negativas acerca de nosotros o de nuestro cuerpo, generando complejos e inseguridades. Esta danza contribuye a desacartonar nuestro comportamiento, a movernos de manera más natural y sencilla.
- Realza la feminidad. Ayuda a conectarse con la esencia de lo femenino, y pudiendo a la vez explotar ese poder de seducción, venciendo prejuicios impuestos por la sociedad. El erotismo sólo se encuentra en la mirada del que observa.
- Ayuda a mejorar la comunicación. El bailar con otros, ya sea en danzas grupales improvisadas, o mismo el solo hecho de compartir un espacio donde utilicemos este lenguaje corporal, hace que nos desinhibamos y creemos lazos con nuestros compañeros, muy diferentes a los que se crean fuera de ese ámbito.

Beneficios físicos
- Rigidez. Gracias al trabajo por separado de cada parte del cuerpo como cadera, caja torácica, pecho, hombros, cabeza, etc, permite el desbloqueo, la fluidez y la coordinación; y la eliminación de los conocidos nudos de tensión que se forman ya sea por estrés, cansancio físico, o la carencia de ejercitación de ciertos músculos.
- Mejor circulación. Al ejercitar los músculos, éstos necesitan más oxígeno, y el sistema circulatorio trabaja para dárselo, así que el corazón late más rápido, haciendo que la sangre fluya con más intensidad limpiando las células de toxinas y que el metabolismo trabaje a un nivel de regeneración adecuado.
- Reducción de la presión sanguínea.
- Dolores menstruales y aparato digestivo. Se ha comprobado que los dolores amainan gracias a los movimientos pélvicos que masajean la zona haciendo que trabaje mejor internamente, sin necesidad de recurrir a la química. Sabemos también que dichos movimientos ondulatorios, favorecen la eliminación de desechos, dado que ayudan al funcionamiento del aparato digestivo.
- Vicios posturales. Hoy en día, debido a ciertos trabajos, tendemos a distraer la postura adecuada creando a la larga problemas serios y con consecuentes dolores. La postura que se mantiene en esta danza elimina los malos hábitos y proporciona mayor flexibilidad en la espalda ya que busca el eje y el equilibrio de una forma relajada y natural.
- Evita la artrosis. Armoniza la función de los músculos con los cartílagos y las articulaciones. El ejercicio estimula a estas bisagras del cuerpo a hacerlas móviles y las alimenta con las lubricaciones naturales del organismo. El llevar una vida sedentaria provoca la pérdida de este proceso natural y la consecuente pérdida de la elasticidad. La danza del vientre estimula el movimiento fluido por el cuerpo, cosa que otras danzas no logran.
- Quema calorías. De acuerdo con diversos estudios, la danza quema entre 250-300 calorías por hora.
- Por último, señalaremos que los antiguos egipcios tomaron al baile como un deporte, volviendo sus cuerpos más resistentes, superando en muchos casos la esperanza de vida a la de los egipcios contemporáneos.

### La danza oriental y la pérdida de peso
Aparte de ser una manifestación artística, la danza oriental se ha adaptado como programa de ejercicio. Al tratarse de un entrenamiento cardiovascular completo y fortalecer los músculos abdominales, está ganando popularidad entre hombres y mujeres que desean perder peso, ganar flexibilidad y firmeza y perder barriga de forma rápida. Una sesión intensa de sesenta minutos puede quemar alrededor de 330 calorías. Además mejora mucho la postura. Es una disciplina que no tiene límite de edad ni contextura física.

## La danza del vientre en la cultura popular

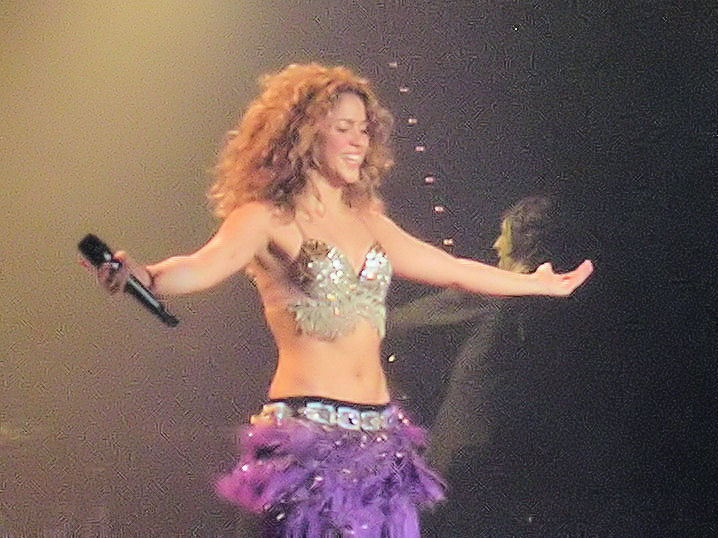
Shakira.

Numerosos vídeos musicales han recurrido a coreografías inspiradas en la danza oriental. Artistas como Dalida, Hilary Duff, Aaliyah, Beyoncé, Rihanna, Nelly Furtado y Jessica Simpson la han incluido en algunos de sus videoclips, así como Sarah Brightman en su álbum Harem, si bien es con la artista colombiana de ascendencia libanesa Shakira con quien más suele asociarse.

## Video
- Les leçons de dance orientale par Jillina, EMI Music France (3 DVD).
- Bellydance superstars, Rachel Brice, Jillina y otras, EMI Music France (1 DVD Y 1 CD).
- Bellydance Superstars. Live aux Folies Bergère, EMI Music France, (1 DVD), 2004.
- Bellydance Colección. Ramah Aysel, Producciones Ramaysel, (3 DVD), 2007.
- Curso práctico de danza del vientre. Devorah Korek, Océano Ámbar, (1 DVD), 2007.
- " Shimmy, la importancia del movimiento de cadera. Lenka Polovko. GHARNATA.